# Gerhardt von Bonin
Gerhardt von Bonin (ur. 1890, zm. 1979) – amerykański neuropatolog i neuroanatom niemieckiego pochodzenia. Wykładowca na University of Illinois. Redaktor „Journal of Comparative Neurology”.

## Wybrane prace
- The axis of the forebrain in macaque and man. American Journal of Physical Anthropology 29, 1 (1942)
- Partial inversion of the duodenum. Anatomical Record 89, 1 (1944)
- The isocortex of tarsius. Journal of Comparative Neurology 95, 3 (1951)